# Void (альбом Craft)
Void — четвёртый студийный альбом шведской блэк-метал-группы Craft, выпущенный 5 августа 2011 года на лейбле Carnal Records.

## Отзывы критиков
Альбом получил положительные оценки от музыкальных критиков. Ола Маззука из Exclaim! пишет: «Временами Craft напоминают Satyricon, от эпохи The Shadowthrone до The Age of Nero, заимствуя различные элементы из поджанров, популярных в их регионе. Void — это интересный альбом, который не повторяет стиль от элемента к элементу, но при этом остаётся верен мраку».

## Список композиций
| №                   | Название                     | Длительность |
| ------------------- | ---------------------------- | ------------ |
| 1.                  | «Intro (John's Nightmare)»   | 0:19         |
| 2.                  | «Serpent Soul»               | 4:35         |
| 3.                  | «Come Resonance of Doom»     | 6:28         |
| 4.                  | «The Ground Surrenders»      | 5:52         |
| 5.                  | «Succumb to Sin»             | 4:38         |
| 6.                  | «Leaving the Corporal Shade» | 7:05         |
| 7.                  | «I Want to Commit Murder»    | 5:11         |
| 8.                  | «Bring on the Clouds»        | 6:19         |
| 9.                  | «Void»                       | 8:29         |
| Общая длительность: | Общая длительность:          | 48:56        |

## Участники записи
- Mikael Nox — вокал
- Joakim Karlsson — гитара, шумы
- John Doe — соло-гитара
- Alex Purkis — бас-гитара